# Anthodon panamensis
Anthodon panamensis là một loài thực vật có hoa trong họ Dây gối. Loài này được A.C.Sm. mô tả khoa học đầu tiên năm 1940.